# Убивця Крок
Вбивця Крок (англ. Killer Croc) — вигаданий персонаж DC Comics і ворог Бетмена. Він був створений письменником Джері Конвеєм і карикатуристом Джином Коланом. Крок дебютував у Batman # 357 (березень 1983), але мав камео місяцем раніше у Detective Comics # 523 (лютий 1983).
Темношкірий хлопчина Вейлон Джонс з дитинства страждав рідкісним захворюванням шкіри ( епідермолітичний гіперкератоз , іхтіоз ) : з віком вона дедалі більше була схожа на луску рептилії, і врешті-решт Вейлон перетворився на крокодилоподібне створення. Зазвичай багато, хто перетворився на монстрів втрачають здатність розмовляти, а Вейлон Джонс не втратив цю здатність. Джонс ріс у нетрях, з однією лише тіткою, яка більше часу проводила у в'язниці, ніж удома, і з малих років знав лише злидні і приниження, у 16 років потрапив до в'язниці. Через 18 років він опинився на волі і знайшов роботу в одному специфічному атракціоні, де йому на потіху публіці доводилося голими руками ламати хребти алігаторам. Саме там Вейлон отримав легендарне прізвисько — Крок-вбивця і нарешті усвідомив, наскільки він сильний. У ньому прокинулися амбіції, і він вирішив зайняти гідне його місце у злочинному світі Готема.

## Інше
- Вбивця Крок з'являється в декількох епізодах Бетмен: Анімаційні серії, озвучений Ароном Кінкейдом. У цій версії Крок має сірувату шкіру замість зеленої, але все ще є рептилією.
- Він з'являється у двох епізодах Нові пригоди Бетмена, озвучений Бруксом Гарднером. Тоді він мав звичайну зелену шкіру.
- Вбивця Крок з'являється у Бетмен (мультсеріал, 2004), озвучений Роном Перлманом. Зображується набагато більше крокодилом, ніж людиною, але показує більш високий інтелект.
- Вбивця Крок виступає босом і іграбельним персонажем у відеоіграх LEGO Batman: The Videogame і LEGO Batman 2: DC Super Heroes.
- Вбивця Крок також є босом у іграх Batman: Arkham Asylum і Batman: Arkham City, озвучує його Стівен Блум.